# Mario Pavin
Mario Pavin (Treviso, 18 luglio 1958) è un ex rugbista a 15 e allenatore di rugby a 15 italiano, a lungo terza linea ala del Benetton.

## Biografia
Flanker, Pavin trascorse la sua carriera nel Benetton Treviso; convocato in Nazionale per la prima volta nel 1980 (incontro di Coppa FIRA a Rovigo contro l'Unione Sovietica), attese 6 anni prima di una nuova convocazione (Francia A1, 1986).
Prese parte, sotto la direzione del C.T. Marco Bollesan, alla Coppa del Mondo di rugby 1987 in Australia e Nuova Zelanda, ivi disputando il suo ultimo incontro internazionale, a Christchurch contro l'Argentina.
Passato dopo il ritiro alla carriera tecnica, vanta esperienze da allenatore al Bologna e al Mogliano (oggi San Marco) prima di entrare nei ruoli federali, ricoprendo l'incarico di C.T. delle selezioni giovanili italiane dall'Under-17 all'Under-19; nella stagione 2008-09 divenne allenatore del Casale, e membro dello staff tecnico provinciale del Comitato Interregionale delle Venezie della F.I.R.
Nel 2012 divenne allenatore del Rugby Paese per poi andare ad allenare il rugby riviera 1975.